# Motion (fysisk aktivitet)
Motion är en form av träning som innebär en planerad och strukturerad fysisk aktivitet som syftar till att bibehålla eller förbättra fysisk ”fitness” såsom kondition och styrka. Motion innebär ofta ombyte till träningskläder.